# Niederbergkirchen
Niederbergkirchen ist eine Gemeinde im oberbayerischen Landkreis Mühldorf am Inn.

## Geografie

### Geografische Lage
Die gänzlich ländlich geprägte Gemeinde liegt in der Region Südostoberbayern, ca. 72 km östlich von München, neun Kilometer nördlich der Kreisstadt Mühldorf und sieben Kilometer südlich von Neumarkt-Sankt Veit.
Sie befindet sich im tertiären Hügelland zwischen den Talniederungen von Rott und Isen. Der Gehringer Bach und etwas weiter nördlich der Miesinger Bach haben ihre Quellen an der nordwestlichen Gemeindegrenze und durchfließen die Gemeinde Richtung Südosten.

### Gemeindegliederung
Es gibt 52 Gemeindeteile:
- Aiching
- Asenreit
- Bach
- Berg
- Birach
- Brenning
- Dieting
- Dolling
- Eiselharting
- Ettiching
- Etzmanning
- Franzenseck
- Fundhobl
- Gehring
- Großhiebing
- Grünberg
- Hacken
- Haidberg
- Haunberg
- Hennetsberg
- Höllberg
- Hub
- Kainrading
- Kinning
- Kleinhiebing
- Kollmannseck
- Langolding
- Litzlbach
- Miesing
- Niederbergkirchen
- Niederschweibern
- Noppenberg
- Oberhofen
- Oberrohrbach
- Oberschweibern
- Oed
- Penning
- Puffthal
- Ramersberg
- Rappensberg
- Rohrbach
- Rohrbäcker
- Sarling
- Schmuck
- Staudach
- Stetten
- Stützing
- Taibrechting
- Weiher
- Wimberg
- Wolferting
- Wotzing

Gemarkungen sind Niederbergkirchen und Oberhofen.

## Geschichte

### Bis zur Gemeindegründung
Die Besiedlung durch aus Böhmen gekommene Bajuwaren dürfte im Gemeindebereich bereits im 6. und 7. Jahrhundert stattgefunden haben. Darauf weist die Endung -ing der Namen von über 30 Gemeindeteilen hin.
In den Notitia Arnonis des Salzburger Erzbischofs Arno wurde Niederbergkirchen im Jahre 788 n. Chr. erstmals urkundlich erwähnt. Das Zisterzienserkloster in Raitenhaslach war bis zur Säkularisation der größte Grundbesitzer im Gemeindebereich.
Der Ort gehörte zum Rentamt Landshut und zum Landgericht Neumarkt des Kurfürstentums Bayern. Im Zuge der Verwaltungsreformen in Bayern entstand mit dem Gemeindeedikt von 1818 die Gemeinde Niederbergkirchen.

### Eingemeindungen
Im Zuge der Gebietsreform in Bayern wurde am 1. Mai 1978 die Gemeinde Oberhofen eingegliedert.

### Einwohnerentwicklung
Zwischen 1988 und 2018 wuchs die Gemeinde von 1103 auf 1219 Einwohner bzw. um 10,5 %.
- 1961: 1146 Einwohner
- 1970: 1051 Einwohner
- 1987: 1099 Einwohner
- 1991: 1144 Einwohner
- 1995: 1152 Einwohner
- 2000: 1170 Einwohner
- 2005: 1247 Einwohner
- 2010: 1222 Einwohner
- 2015: 1203 Einwohner

## Politik

### Gemeinderat und Bürgermeister
Nach der Gemeinderatswahl 2020 gehörten alle Gemeinderatsmitglieder der Liste CSU/Niederbergkirchener Bürgerliste an. Erster Bürgermeister ist Werner Biedermann (CSU/Niederbergkirchener Bürgerliste). Seit Anfang der 1980er Jahre ist die Gemeinde Mitglied der Verwaltungsgemeinschaft Rohrbach.

### Wappen und Flagge
| Wappen von Niederbergkirchen | Blasonierung: „Geteilt; oben in Schwarz ein von Silber und Rot geschachter Schrägbalken, unten in zwei Reihen Wolkenfeh von Silber und Blau“ |
| Wappen von Niederbergkirchen | |

Die 1985 genehmigte rot-weiß-blaue Gemeindeflagge wird nicht verwendet.

## Kultur und Sehenswürdigkeiten

### Gebäude
Die katholische Pfarrkirche St. Blasius wurde als Nachfolger eines romanischen Baus zwischen 1467 und 1484 im spätgotischen Stil neu errichtet. Nach einer Barockisierung von 1715 bis 1732 wurde sie von 1883 bis 1893 im neugotischen Stil umgestaltet (regotisiert). Das benachbarte Pfarrhaus zeigt barocke Gestaltung.

### Eiche bei Wotzing
- Stieleiche mit einem Brusthöhenumfang von 6,42 m (2017)[10]

## Wirtschaft und Infrastruktur

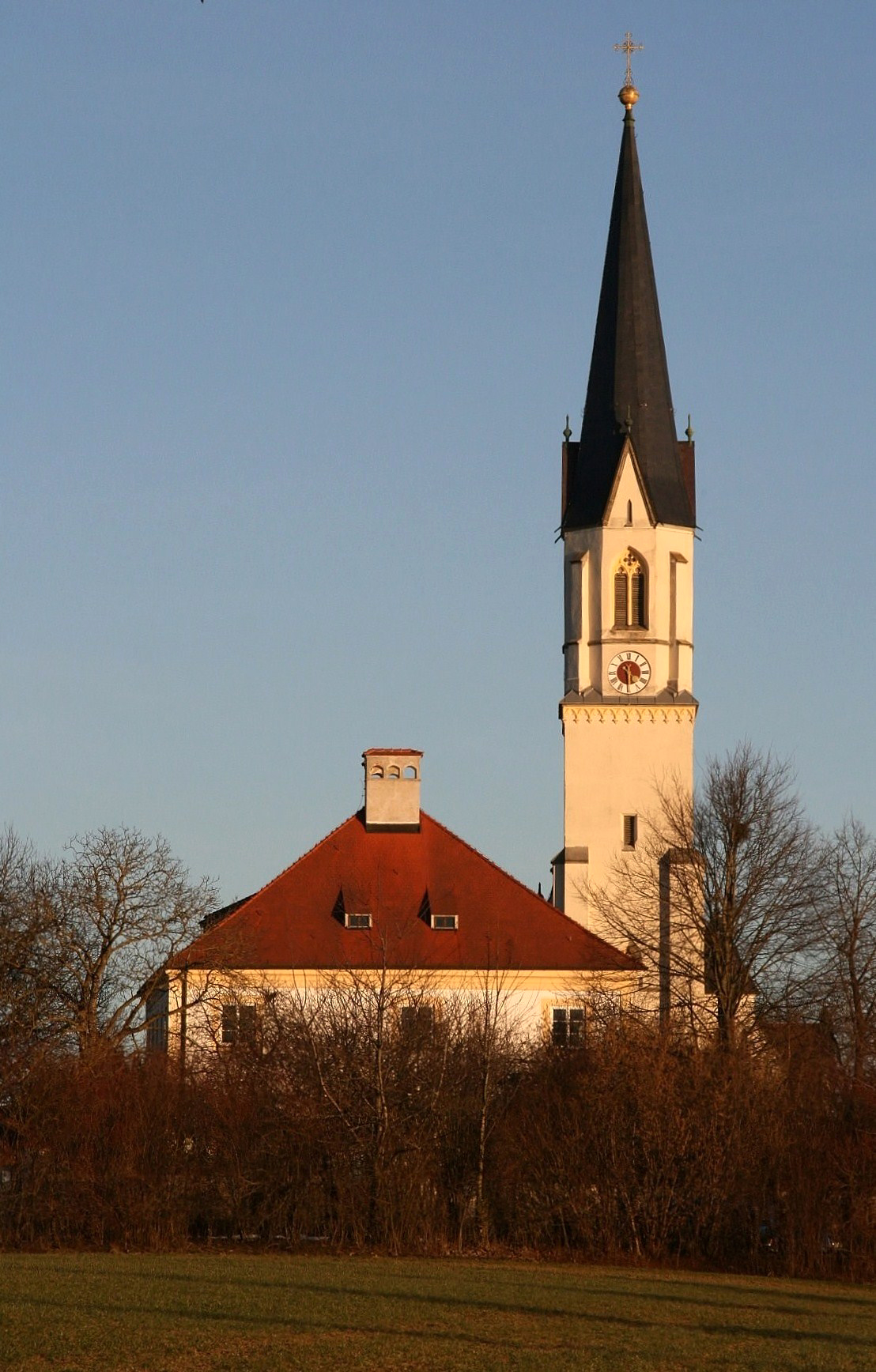
St. Blasius und Pfarrhaus, Niederbergkirchen

Im Jahre 2013 gab es 104 sozialversicherungspflichtige Arbeitsplätze in der Gemeinde, davon acht in Land- und Forstwirtschaft, 69 im produzierenden Gewerbe und zehn im Dienstleistungsbereich. 449 Einwohner standen in einem sozialversicherungspflichtigen Arbeitsverhältnis. Die Zahl der Auspendler überwog somit um 345 Personen.
Von der Gemeindefläche waren 1798 Hektar landwirtschaftlich genutzt, das sind 72,8 %. Im Jahre 2010 wurden 50 landwirtschaftliche Betriebe gezählt.
In der Gemeinde gibt es eine Kindertageseinrichtung mit 28 Plätzen; sie war 2014 mit 34 Kindern belegt. Weiter gibt es eine Grundschule mit vier Klassen und 72 Schülern im Schuljahr 2017/18.

## Verkehr
Durch das Gemeindegebiet und den Hauptort verläuft von Nordwest nach Südost die Kreisstraße MÜ 7. Sie führt über die B 299 zur knapp südlich der Gemeinde verlaufenden Autobahn A 94 Richtung München (AS 20 Mühldorf-Nord).
Die Bahnstrecke Mühldorf–Pilsting verläuft durch die Gemeinde mit einem Bahnhof in Rohrbach.

## Persönlichkeiten
- Alois Wiesböck (* 1950), Langbahn-Weltmeister 1979